# Körting-Katastrophe

Bildbericht

Die Körting-Katastrophe war ein Luftschiffunglück in der Donaumonarchie nahe der Militär-Aëronautischen Anstalt Fischamend, das sich am 20. Juni 1914 ereignete und neun Todesopfer forderte. Nach dem Zusammenstoß eines Militärflugzeugs mit dem k.u.k. Militärluftschiff M.III Körting stürzten beide Fluggeräte ab und alle Insassen kamen ums Leben. Der Unfall ist eine der schwersten Luftfahrtkatastrophen in Österreich und leitete das Ende der k.u.k. Luftschifffahrt ein.

## Hergang
Am Morgen des 20. Juni 1914 stieg das mit sieben Personen besetzte Luftschiff bei Fischamend auf und fuhr in einer Höhe von 300 bis 500 Metern in Richtung des Königsbergs. Um sich überlappende Geländeaufnahmen mit einem Panoramaapparat nach Theodor Scheimpflug herzustellen, bewegte es sich in Spiralen. Währenddessen näherte sich ein Flugzeug und kam dem Luftschiff gefährlich nahe. Es wurde von dem Feldpiloten Ernst Flatz gesteuert, der wegen seines fliegerischen Könnens geschätzt, aber auch wegen seiner Tollkühnheit gefürchtet war. Der mit dem Piloten und einem Flugschüler besetzte Doppeldecker umkreiste das Luftschiff mehrfach. Dabei kam es zum Zusammenstoß. Das Flugzeug neigte sich zur Seite, überschlug sich und stürzte zu Boden. Das Luftschiff schwebte noch einige Sekunden ruhig in der Luft. Unter Hilferufen kletterte die Besatzung an den Befestigungsseilen der Gondel nach oben, um die Folgen eines Aufpralls auf den Boden zu mindern. Nach einer Stichflamme stürzte auch das Luftschiff brennend zu Boden.

## Ursache

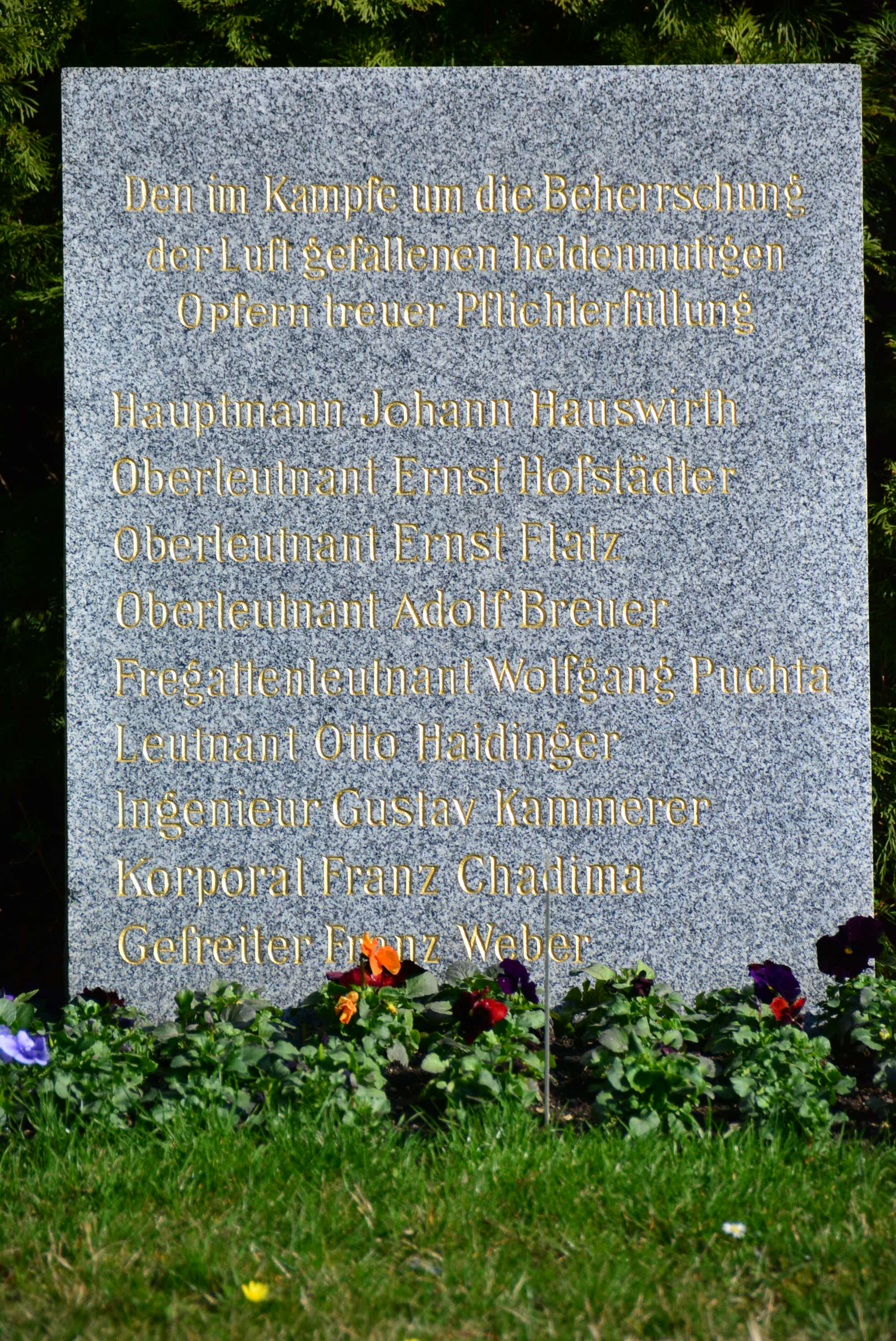
Ehrengrab der verunglückten Militär-Luftschiffer am Wiener Zentralfriedhof: Gruppe 0, Reihe F, Nummer 1 (vis-a-vis der Gräber Gruppe 0, Reihe 0, Nummer 69–71)

Während das Flugzeug dicht über das Luftschiff flog, wurde es vermutlich durch einen starken Windstoß nach unten gedrückt und streifte den Ballon. Die linke Tragfläche riss ein Stück aus der Ballonhülle heraus, und das Traggas entzündete sich. Das Flugzeug wurde durch den Anprall aus dem Gleichgewicht gebracht.
Aus dem offiziellen Bericht der k.u.k. Luftschiffer unter Kommandant Emil Uzelac an das k.u.k. Kriegsministerium am 21. Juni 1914 geht hervor, dass das Flugzeug in das Heck des Luftschiffs gedrückt wurde. Dass ein Zusammenstoß erfolgte, bewiesen Reste des Ballonstoffs, die an Flügel und Motor der Flugzeugtrümmer gefunden wurden. Diese lagen 30 Meter von den Luftschiffresten entfernt. Außerdem erwähnt der Unfallbericht, dass eine nicht berücksichtigte Sinnestäuschung des Piloten bei zu geringem Abstand zum Luftschiff und eine Bewegung des Luftschiffs zur Kollision geführt haben könnte. Die Unfallstelle war laut den Ballonoffizieren ein bekanntes „Böenloch“. Auch die hinter einem fahrenden Luftschiff auftretenden Luftwirbel, die eine Saugwirkung haben, könnten bei der Katastrophe mitgewirkt haben. Als wahrscheinlichste Ursache nennt der Bericht eine durch eine Böe verursachte ruckartige Bewegung, die zur Kollision führte. Die k.u.k. Luftschifferabteilung gab dem Flugzeugpiloten die Schuld an dem Unglück, da Umkreisungen von Luftschiffen durch Flugzeuge gegen bindende Vorschriften für das Verhalten am Flugfeld verstießen.
In wesentlich schärferer Form hob der Luftfahrtfachmann Victor Silberer in mehreren Zeitungsartikeln hervor, dass die Katastrophe ausschließlich durch den kriminellen Leichtsinn des Feldpiloten Flatz verursacht worden sei, und sprach in diesem Zusammenhang sogar von einem „Massenmord“. Oberleutnant Flatz galt als guter Pilot, aber wilder Draufgänger. Er war bereits in den Tagen vor dem Unglück mehrmals zeitgleich mit der Körting aufgestiegen und hatte sie in geringer Distanz überflogen und umrundet und damit das Luftschiff sowie Leib und Leben der Besatzung gefährdet. Nach dem Unglück berichteten Zeitzeugen und Zeitungen, dass Hauptmann Hans Hauswirth, der Kommandant der Körting, am Tag vor dem Unglück Flatz gedroht haben solle, ihn abzuschießen, falls er dem Luftschiff noch einmal zu nahe käme. Auch der Bürgermeister von Fischamend, der 1908 die Militär-Fliegerei nach Fischamend geholt und nach Kräften gefördert hat, beschuldigte nach dem Unfall den Feldpiloten Flatz, bereits früher die Körting als Übungshindernis missbraucht zu haben. Auch habe er immer wieder riskante Späße mit der Bevölkerung getrieben, indem er beispielsweise Bauern und Feldarbeiter mit Tiefflügen gejagt habe, so dass die Zivilisten sich, um Leib und Leben zu schützen, auf den Boden werfen mussten.

## Absturzort
Der Verwalter des nahegelegenen, Ludwigshof genannten Meierhofs der Familie Batthyany, zwei Monteure der k.u.k. Staatsbahnen, ein Militärsangehöriger und Feldarbeiter beobachteten das Drama aus nächster Nähe und erreichten als erste den schwer zugänglichen Absturzort. Dieser befand sich südlich von Fischamend, eine Dreiviertelstunde Fußweg von der Fliegerstation entfernt, nahe dem Königsberg an der Grenze zu Enzersdorf an der Fischa. Am Nachmittag besichtigte Erzherzog Karl Franz Joseph, 1916–1918 letzter österreichischer Kaiser, die Absturzstelle. Die Bergung und Identifizierung der bis zur Unkenntlichkeit verbrannten Opfer gestaltete sich schwierig.

## Opfer

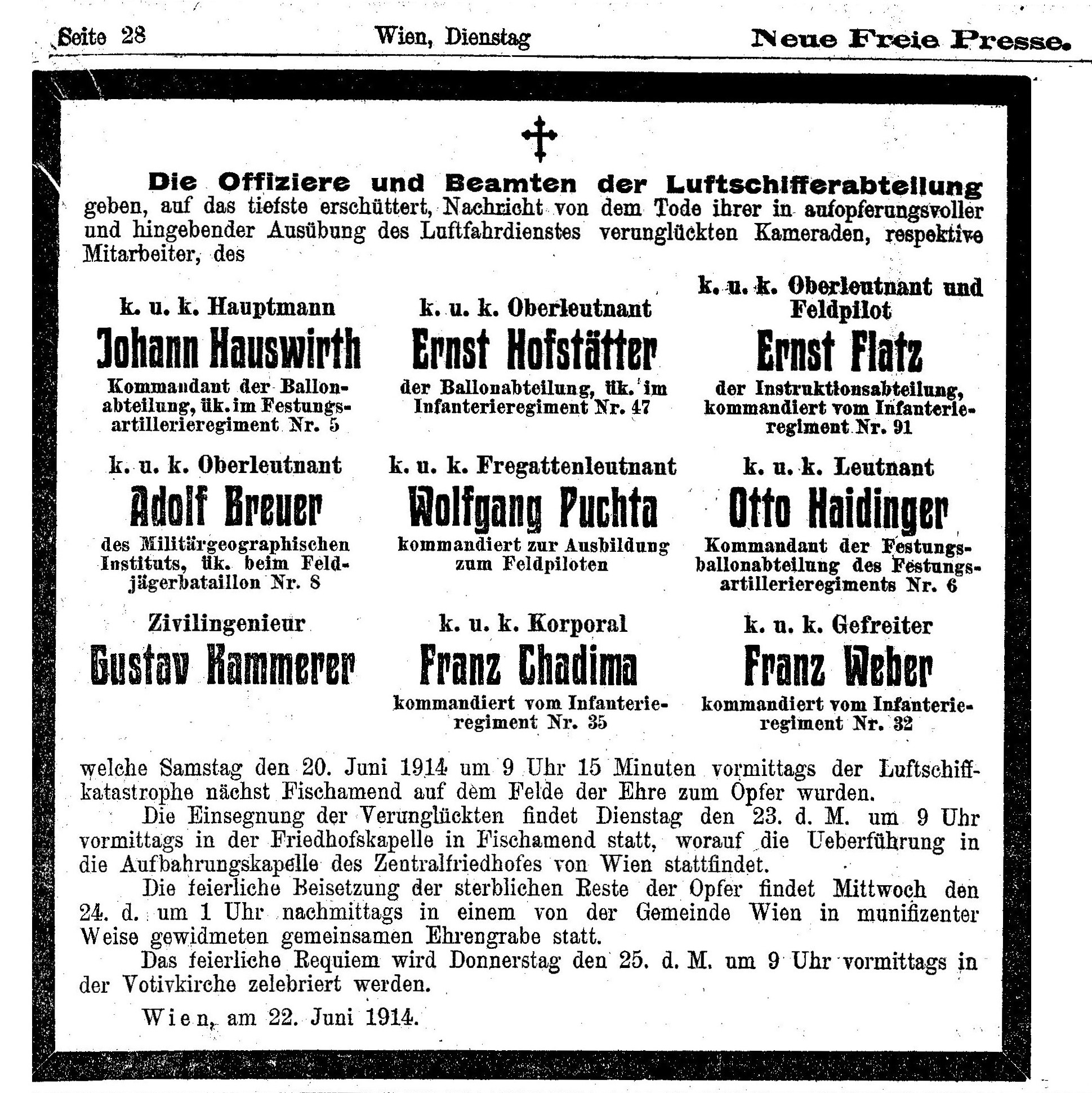
Parte zur Körting-Katastrophe

Die Verunglückten wurden in einer Kapelle im Fischamender Ortsgebiet aufgebahrt. Es handelte sich um Hauptmann Johann Hauswirth, Oberleutnant Ernst Hofstätter, Leutnant Otto Haidinger, Korporal Franz Chadima, Gefreiter Franz Weber, Ingenieur Gustav Kammerer, Oberleutnant Adolf Breuer, Oberleutnant Ernst Flatz und Fregattenleutnant Wolfgang Puchta. Der Fischamender Gemeindearzt Dr. Blitz, der auch die Beschäftigten der Militär-Aëronautischen Anstalt zu versorgen hatte, nahm die Beschau vor.
Am 23. Juni 1914 fand in der Friedhofskapelle von Fischamend eine Trauerfeier statt, an der unter anderem der Erste Obersthofmeister des Kaisers, Alfred von Montenuovo, sowie der Kommandant der Luftschifferabteilung, Emil Uzelac, teilnahmen. Danach wurden die Opfer nach Wien überführt, wo sie am darauffolgenden Tag auf dem Wiener Zentralfriedhof beigesetzt wurden. Kaiser Franz Joseph I. wurde dabei von seinem Generaladjutanten Eduard von Paar vertreten, ferner war Erzherzog Peter Ferdinand anwesend. Teilnehmer eines zu diesem Zeitpunkt auf dem Flugfeld Aspern stattfindenden internationalen Aviatikermeetings überflogen während des Begräbnisses in mit schwarzen Fahnen geschmückten Maschinen den Friedhof und warfen Blumen ab.
Das gemeinsame Ehrengrab befindet sich in Gruppe 0, Reihe F, Nummer 1.

## Verunglückte Luftfahrzeuge
Am Luftschiffunglück von Fischamend waren das Luftschiff M.III Körting und ein Farman HF.20-Doppeldecker beteiligt.

### M.III Körting
Die M.III Körting war ein 68 Meter langes, halbstarres Prallluftschiff. Seine Erstfahrt erfolgte am 1. Jänner 1911 in Fischamend, wo es in der Militär-Aëronautischen Anstalt stationiert war und bis zum Absturz mindestens 84 dokumentierte Fahrten absolviert hatte. Es diente vorwiegend Versuchen zur Funktelegraphie und zur Landesvermessung mittels Luftbildfotografie.

### Farman HF.20
Der Farman HF-20 war ein Flugzeug des französischen Herstellers Farman, das in der Militär-Aëronautischen Anstalt Fischamend als Schulflugzeug eingesetzt wurde.

## Internationale Presse
Die Körting-Katastrophe weckte großes mediales Interesse und fand weltweites Echo. Neben zahlreichen heimischen Zeitungen und Zeitschriften berichtete eine niederländische Zeitung aus der Universitätsstadt Tilburg bereits am Unglückstag. Zwischen 20. Juni 1914 und 1. August 1914, als der Erste Weltkrieg bereits begonnen hatte, fanden sich Artikel in Zeitungen aus Frankreich, Spanien, Luxemburg und Holland. Auch in den USA und Australien wurde berichtet.

## Ende der k.u.k. Luftschiffe

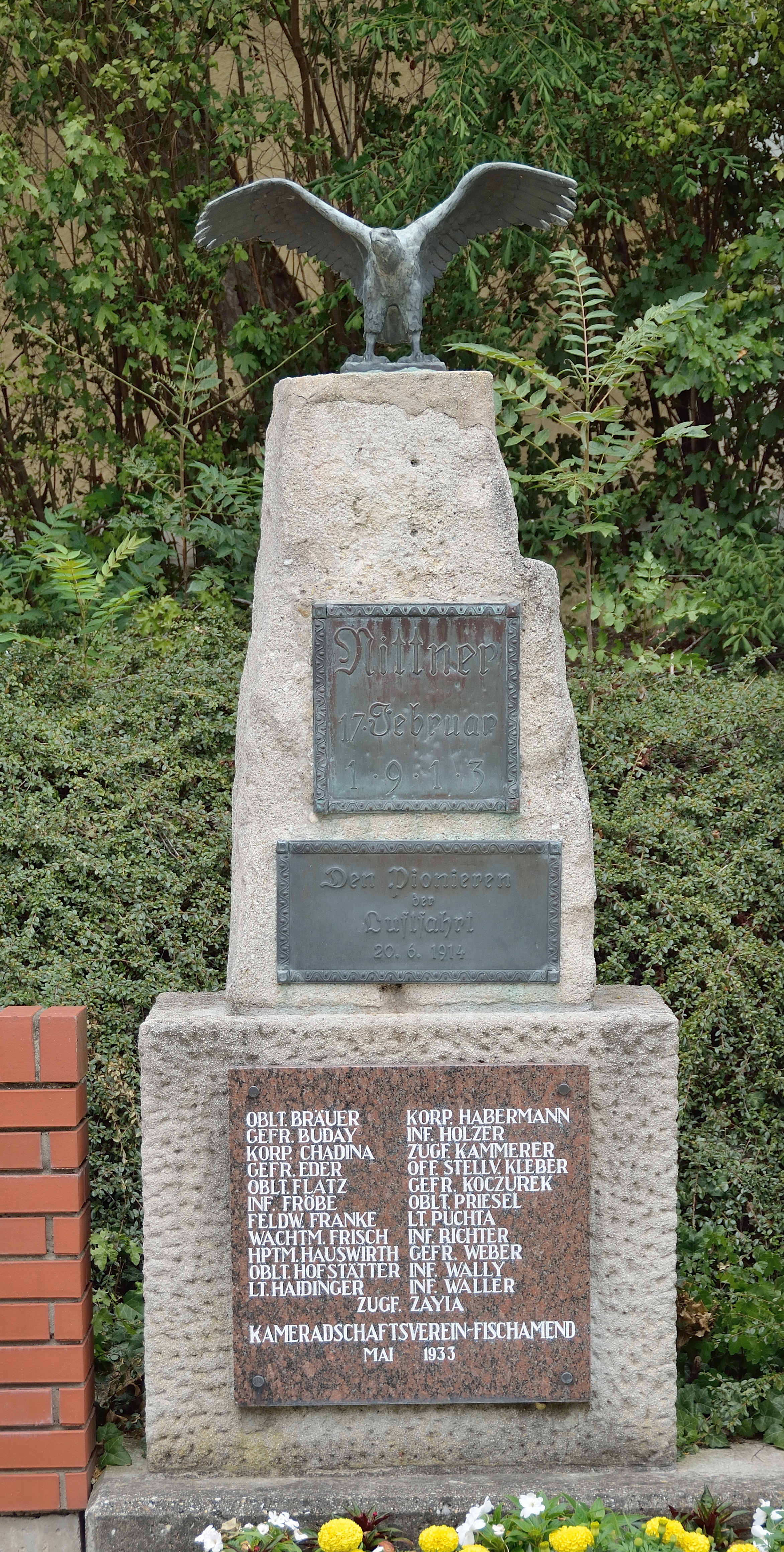
Denkmal für die Pioniere der Luftfahrt in Fischamend

Das k.u.k. Kriegsministerium hatte bereits 1911 die Entscheidung getroffen, künftig dem Fluggerät „schwerer als Luft“ bei Forschung und Entwicklung den Vorzug vor den Luftschiffen zu geben; in den Folgejahren wurden die „Lenkballone“ daher schrittweise außer Dienst gestellt. Die nur noch zu wissenschaftlichen Zwecken verwendete Körting war das letzte noch verbliebene k.u.k. Militärluftschiff; weitere wurden nicht mehr beschafft.

## Trivia
Der in der Körting verunglückte Leutnant Haidinger musste vermutlich kurzfristig die Position eines zum Aufstieg zu spät gekommenen Oberleutnants einnehmen und fiel daher zufällig dem Unglück zum Opfer. Ein Feuerwerker entrann dem Tod, weil er im letzten Augenblick dienstlich von der letzten Fahrt der Körting abgehalten wurde.
Erica Hofstätter, die Ehefrau des Oberleutnants Ernst Hofstätter, musste den Tod ihres Gatten mitansehen, da sie in einem Automobil nach Fischamend unterwegs war, als die Katastrophe geschah.